# Marcos Trabanco
Marcos García Trabanco (Gijón, 27 de febrero de 2001) es un futbolista español que juega como defensa, principalmente en la posición de lateral derecho, en el Caudal Deportivo de la Tercera Federación.

## Trayectoria
Nacido en Gijón, se forma en el fútbol base del Sporting de Gijón. Renueva su contrato con el club el 3 de julio de 2020, ascendiendo al filial, con el que debuta el 17 de octubre de 2020 en una derrota por 2-4 frente a la Cultural Leonesa en la Segunda División B. Logra debutar con el primer equipo el 7 de enero de 2021 al partir como titular en una victoria por 0-1 frente a la S. D. Amorebieta en la Copa del Rey.
Su debut en liga llega el 19 de noviembre de 2022 al partir como titular en un empate por 2-2 frente al C. D. Leganés en la Segunda División.
Tras causar baja en el club gijonés, el 11 de julio de 2023 se hace oficial su fichaje por el Real Avilés de la Segunda Federación por dos temporadas con opción a otra. Tras renovar automáticamente por esa segunda temporada, el club realavilesino le dio la baja antes de iniciar la competición liguera.
El mismo día que se confirmó su baja en el Real Avilés, el Caudal Deportivo del grupo II la Tercera Federación anunciaba su fichaje para la temporada 2024-25.

## Clubes
Actualizado al último partido disputado el 19 de mayo de 2024.
| Club                  | País   | Año       | Partidos | Goles |
| --------------------- | ------ | --------- | -------- | ----- |
| Sporting de Gijón "B" | España | 2020-2023 | 66       | 2     |
|                       | España | 2021-2022 | 1        | 0     |
| Real Avilés I. C. F.  | España | 2023-2024 | 32       | 0     |
| Caudal Dep.           | España | 2024-     |          |       |